# Submarino U-558
El submarino alemán U-558 fue un submarino tipo VIIC al servicio de la Kriegsmarine de la Alemania nazi durante la Segunda Guerra Mundial. Ella hundió 18 barcos por un total de 94.099 TRB antes de ser hundido por bombarderos el 20 de julio de 1943.

## Construcción y vida de servicio temprana
El U-558 se puso en quilla el 6 de enero de 1940 en Blohm & Voss en Hamburgo, Alemania, con el número de astillero 534 y se botó el 23 de diciembre de 1940. Fue comisionado el 20 de febrero de 1941, con el Oberleutnant zur See Günther Krech al mando.
Su servicio comenzó con la primera flotilla de submarinos, donde realizó entrenamiento antes de pasar a las operaciones, también con la primera flotilla, el 1 de mayo de 1941.

## Diseño
Los submarinos alemanes Tipo VIIC fueron precedidos por los submarinos más cortos Tipo VIIB . El U-558 tenía un desplazamiento de 769 toneladas (757 toneladas largas) cuando estaba en la superficie y 871 toneladas (857 toneladas largas) mientras estaba sumergido.  Tenía una longitud total de 67,10 m (220 pies 2 pulgadas), una longitud de casco de presión de 50,50 m (165 pies 8 pulgadas), una manga de 6,20 m (20 pies 4 pulgadas), una altura de 9,60 m ( 31 pies 6 pulgadas) y un calado de 4,74 m (15 pies 7 pulgadas). El submarino estaba propulsado por dos motores diésel sobrealimentados Germaniawerft F46 de cuatro tiempos y seis cilindros . produciendo un total de 2800 a 3200 caballos de fuerza métricos (2060 a 2350 kW; 2760 a 3160 shp) para uso en superficie, dos motores eléctricos Brown, Boveri & Cie GG UB 720/8 de doble acción que producen un total de 750 caballos de fuerza métricos (550 kW; 740 shp) para uso sumergido. Tenía dos ejes y dos hélices de 1,23 m (4 pies ) . El barco era capaz de operar a profundidades de hasta 230 metros (750 pies).
El submarino tenía una velocidad máxima en superficie de 17,7 nudos (32,8 km/h; 20,4 mph) y una velocidad máxima sumergida de 7,6 nudos (14,1 km/h; 8,7 mph).  Cuando estaba sumergido, el barco podía operar durante 80 millas náuticas (150 km; 92 mi) a 4 nudos (7,4 km/h; 4,6 mph); cuando salió a la superficie, podría viajar 8.500 millas náuticas (15.700 km; 9.800 mi) a 10 nudos (19 km / h; 12 mph). El U-558 estaba equipado con cinco tubos lanzatorpedos de 53,3 cm (21 pulgadas) (cuatro instalados en la proa y uno en la popa), catorce torpedos , un cañón naval SK C/35 de 8,8 cm (3,46 pulgadas) , 220 proyectiles y un Cañón antiaéreo C/30 de 2 cm (0,79 pulgadas). El barco tenía una tripulación de entre cuarenta y cuatro y sesenta marineros.

## Historial de servicio
Fue miembro de nueve manadas de lobos, aunque el grupo 'Ziethen' no está en la lista de uboat.net. Sin embargo, el U-558 se menciona como parte de 'Ziethen' en el libro Operation Drumbeat de Michael Gannon (en la pág. 200).

### Patrullas primera, segunda y tercera
El U-558 partió de Kiel el 1 de junio de 1941 y entró en el Atlántico a través del Mar del Norte y la brecha entre Islandia y las Islas Feroe sin encuentros importantes, llegando a su nuevo puerto base de Brest en la Francia ocupada el día 28.
Su segunda patrulla también transcurrió en relativa tranquilidad
La tercera patrulla del submarino, del 25 de agosto al 16 de septiembre de 1941, se volvió interesante cuando se encontró con el convoy británico OS 4 alrededor de 330 millas (530 km) al noroeste de Fastnet Rock . Ella torpedeó y hundió el Otaio, un carguero de 10.298 TRB, el 28 de agosto.

### Patrullas cuarta y quinta
Su cuarta patrulla, que comenzó el 11 de octubre de 1941, vio acción por primera vez frente a Irlanda cuando torpedeó y hundió el Vancouver Island, un barco mercante canadiense de 9.472 TRB, sin escolta, el 15 de octubre. Dos días después, el 17 de octubre, el U-558 estuvo involucrado en un devastador ataque contra el Convoy SC 48 en el Atlántico Norte. Durante la batalla, el U-558 hundió tres barcos: el vapor mercante británico WC Teagle de 9.552 TRB, y los vapores mercantes noruegos Erviken (que se partió en dos y se hundió en tres minutos) y Rym, 6.595 y 1.369 TRB respectivamente El U-558 recibió el impacto de una carga de profundidad lanzada por un hidroavión Catalina, pero no sufrió daños graves y continuó siguiendo al convoy. Regresó a Brest el 25 de octubre de 1941, habiendo hundido cuatro barcos en los 15 días de su cuarta patrulla.
La quinta patrulla del U-558 comenzó el 24 de noviembre de 1941. El 2 de diciembre, un avión británico vio el submarino que intentaba ingresar al mar Mediterráneo y pidió apoyo en la superficie. El U-558 sufrió graves daños por las cargas de profundidad lanzadas por los dos barcos que respondieron. Pudo escapar, pero tuvo que regresar a Brest para reparaciones, llegando el 7 de diciembre de 1941 después de solo 14 días en el mar, sin haber tenido éxito.

### Patrullas sexta y séptima
El U-558 requirió reparaciones importantes y permaneció en puerto hasta el 10 de febrero de 1942, cuando se embarcó en su sexta patrulla. El 21 de febrero, se avistó al convoy ONS 67, por lo que se colocó en posición junto con otros cinco submarinos. Ocho de sus barcos fueron hundidos por los submarinos, otros dos quedaron dañados. El 24 de febrero, el U-558 torpedeó el petrolero británico Anadara de 8.009 TRB, que escapó. Ese mismo día también torpedeó y hundió el petrolero noruego Eidanger de 9.432 TRB y el vapor británico Inverarder de 5.578 TRB. Regresó a Brest el 11 de marzo de 1942.
El U-558 partió de Brest para comenzar su séptima patrulla de guerra el 12 de abril de 1942. El 12 de mayo, hundió el arrastrero armado británico HMT de 913 TRB. Bedfordshire frente a la costa de la isla de Ocracoke, Carolina del Norte, donde el barco había estado ayudando a la Armada de los Estados Unidos con patrullas antisubmarinas. Seis días después, el 18 de mayo, hundió el vapor holandés Fauna de 1.254 TRB. El 21 de mayo hundió el vapor canadiense Troisdoc de 1.925 TRB en el Caribe. Frente a Jamaica el 23 de mayo, el U-558 torpedeó al vapor mercante estadounidense de 7.061 TRB William Boyce Thompson, pero el petrolero usó maniobras evasivas y llegó a la seguridad de la bahía de Guantánamo, Cuba, para ser reparado. Todavía en el Caribe el 25 de mayo, el U-558 atacó a continuación al vapor mercante estadounidense Beatrice de 3.451 TRB. Cuando su torpedo golpeó el barco pero no detonó, el U-558 salió a la superficie y apuntó sus cañones de cubierta hacia el barco, que rápidamente se ordenó abandonar y posteriormente se hundió. Permaneciendo en el Caribe, el U-558 luego torpedeó y hundió el transporte del Ejército de los Estados Unidos USAT de 2.622 TRB el 27 de mayo. Su último objetivo durante la patrulla fue el vapor holandés Triton, de 2.078 TRB, que bombardeó y hundió el 2 de junio alrededor de 470 millas (760 km) al sureste de las Bermudas . El U-558 regresó a Brest para finalizar su séptima patrulla el 21 de junio de 1942, habiendo hundido seis barcos y dañado uno.

### Patrullas octava, novena y décima
La octava patrulla del U-558 comenzó cuando salió de Brest el 29 de julio de 1942. El 25 de agosto, se encontró con el vapor británico Amakura de 1.987 TRB, que había estado viajando con el convoy WAT 15 pero se había quedado atrás. El U-558 lo torpedeó y lo hundió aproximadamente 90 millas (140 km) al sureste de Port Morant, Jamaica. El U-558 se encontró con el Convoy TAG 5 el 13 de septiembre; torpedeó y hundió el buque de carga británico Empire Lugard de 7.241 TRB y el vapor holandés Surinam de 7.915 TRB. El mismo día también golpeó el petrolero noruego Vilja de 6.672 TRB del convoy, cuya tripulación abandonó rápidamente el barco pero pudo volver a abordar después de que el U-558 abandonara el área. Vilja no se hundió, pero luego se consideró una pérdida total. El 16 de septiembre, el U-558 torpedeó y hundió el vapor americano Commercial Trader, de 2.606 TRB, unos 75 millas (121 km) al este de isla Trinidad inglesa (actual Trinidad y Tobago). El U-558 regresó a puerto el 16 de octubre, después de haber hundido cuatro barcos y dañado un quinto.
El U-558 permaneció en el puerto hasta finales de 1942 y se embarcó en su novena patrulla de guerra el 9 de enero de 1943. El 23 de febrero, torpedeó y hundió el buque cisterna de vapor británico Empire Norseman de 9.811 TRB al sur de las Azores, que había estado viajando con el Convoy UC 1 pero estaba a la deriva sin tripulación después de ser torpedeado por U-382 y U-202 . No encontró otros objetivos durante su novena patrulla, que terminó cuando regresó a Brest el 29 de marzo de 1943.
Su décima y última patrulla comenzó el 8 de mayo de 1943. El U-558 tuvo dificultades muchas veces durante esta patrulla. En un momento, maniobró para atacar un gran convoy en dirección este, pero un destructor la obligó a retirarse.  Frente a Lisboa, el 14 de julio, un bombardero británico Wellington del Escuadrón n.º 179 de la RAF lanzó cargas de profundidad; El U-558 no fue alcanzado y dañó el avión con fuego antiaéreo. Tres días después frente a Oporto, el 17 de julio, un Liberator británico del Escuadrón 224 arrojó 24 bombas antisubmarinas de 35 libras, pero el U-558 pudo escapar en picado; el avión sufrió daños por fuego antiaéreo y sus propias bombas defectuosas.

### Hundimiento
En el Golfo de Vizcaya el 20 de julio, un B-24 Liberator estadounidense del 19.º Escuadrón Antisubmarino de las Fuerzas Aéreas del Ejército de los Estados Unidos, llamado Sea Hawk, lanzó cargas de profundidad sobre el U-558 ; el barco no sufrió daños y logró devolver el fuego, derribando al bombardero.
Más tarde ese mismo día, un segundo Liberator del 19.º Escuadrón Antisubmarino, 479.º Grupo Antisubmarino, pilotado por Charles F. Gallmeier, lanzó 7 cargas de profundidad sobre el U-558 . El submarino sufrió graves daños y no pudo bucear. El Liberator, con su motor interno de babor destruido por cañones antiaéreos del U-558, abandonó la escena y fue relevado por un bombardero Halifax del Escuadrón 58, pilotado por Geoffrey R. Sawtell. Aunque el submarino fue devastado por el ataque anterior y los alemanes intentaban hundir y abandonar el submarino, el Halifax atacó nuevamente al U-558 con 8 cargas de profundidad. El Capitán Krech, gravemente herido en la columna vertebral, y cuatro miembros de su tripulación escaparon milagrosamente en una balsa y fueron recogidos el 24 de julio por HMCS . Atabascano . " . Los otros 41 hombres perecieron. El submarino se hundió en la posición 45°10′N 09°42′O / 45.167, -9.700

### Manadas de lobos
El U-558 participó en nueve manadas de lobos, a saber:
- Bosemüller (28 de agosto - 2 de septiembre de 1941)
- Seewolf (2 - 12 de septiembre de 1941)
- Delphin (24 de enero - 14 de febrero de 1943)
- Rochen (16 - 28 de febrero de 1943)
- Tümmler (1 - 22 de marzo de 1943)
- Óder (17 - 19 de mayo de 1943)
- Mosela (19 - 24 de mayo de 1943)
- Trutz (1 - 16 de junio de 1943)
- Trutz 1 (16 - 29 de junio de 1943)

## Historial de incursiones
| Fecha                    | Nombre del barco       | Nacionalidad          | Tonelaje (GRT) | Destino       |
| ------------------------ | ---------------------- | --------------------- | -------------- | ------------- |
| 28 de agosto de 1941     | Otaio                  | Reino Unido           | 10,298         | Hundido       |
| 15 de octubre de 1941    | Vancouver Island       | Canadá                | 9,472          | Hundido       |
| 17 de octubre de 1941    | Erviken                | Noruega               | 6,595          | Hundido       |
| 17 de octubre de 1941    | Rym                    | Noruega               | 1,369          | Hundido       |
| 17 de octubre de 1941    | W.C. Teagle            | Reino Unido           | 9,552          | Hundido       |
| 24 de febrero de 1942    | Anadara                | Reino Unido           | 8,009          | Dañado        |
| 24 de febrero de 1942    | Eidanger               | Noruega               | 9,432          | Hundido       |
| 24 de febrero de 1942    | Inverarder             | Reino Unido           | 5,578          | Hundido       |
| 12 de mayo de 1942       | HMT Bedfordshire       | Marina Real británica | 913            | Hundido       |
| 18 de mayo de 1942       | Fauna                  | Países Bajos          | 1,254          | Hundido       |
| 21 de mayo de 1942       | Troisdoc               | Canadá                | 1,925          | Hundido       |
| 23 de mayo de 1942       | William Boyce Thompson | Estados Unidos        | 7,061          | Dañado        |
| 25 de mayo de 1942       | Beatrice               | Estados Unidos        | 3,451          | Hundido       |
| 27 de mayo de 1942       | USAT Jack              | Estados Unidos        | 2,622          | Hundido       |
| 2 de junio de 1942       | Triton                 | Países Bajos          | 2,078          | Hundido       |
| 25 de agosto de 1942     | Amakura                | Reino Unido           | 1,987          | Hundido       |
| 13 de septiembre de 1942 | Empire Lugard          | Reino Unido           | 7,241          | Hundido       |
| 13 de septiembre de 1942 | Suriname               | Países Bajos          | 7,915          | Hundido       |
| 13 de septiembre de 1942 | Vilja                  | Noruega               | 6,672          | Perdida Total |
| 16 de septiembre de 1942 | Commercial Trader      | Estados Unidos        | 2,606          | Hundido       |
| 23 de febrero de 1943    | Empire Norseman        | Reino Unido           | 9,811          | Hundido       |